# Jindřich Vichra
Jindřich Vichra (1. října 1918 Dráchov – 12. května 1944 Praha, Pankrácká sekyrárna) byl český básník, spolupracovník komunistického odboje odsouzený k trestu smrti a popravený v pankrácké věznici.

## Životopis
Jindřich Vichra začal svoji básnickou tvorbu již jako šestnáctiletý, kdy mu byla (pod pseudonymem „Ladislav Sen“) otištěna (ve studentském časopise) jeho první báseň. Navštěvoval reálku v Táboře. Zajímal se o studium cizích jazyků (Znal perfektně angličtinu, francouzštinu, němčinu, ruštinu a italštinu). Záhy mu byly zveřejněny další básně. Ještě před vypuknutím druhé světové války se zdokonaloval v básnické tvorbě – dopisoval si dokonce s básníkem Františkem Halasem.

### V odboji za protektorátu
Do práce v ilegální komunistické odbojové buňce se nakrátko zapojil ihned od března 1939. V roce 1942 se dostal do III. ilegálního vedení KSČ , kde spolupracoval s Josefem Pilařem a Josefem Frajbišem, který byl vedoucím skupiny zabezpečující tisk a kolportáž Rudého práva.

### Zatčení
Pilař i Frajbiš pracovali v ilegalitě a v Praze se ukrývali v bytě, který si pronajali společně Jindřich Vichra s Annou Mlejnkovou , ilegální pracovnicí a bývalou úřednicí ve Staré Pace. Jindřich Vichra byl zatčen 7. února 1944 v Dráchově, v Praze pak byli zatčeni i ostatní odbojáři (Mlejnková, Pilař a Frajbiš).

### Odsouzení a věznění
Za skrývání osob nepřátelských říši byla odsouzena k trestu smrti Anna Mlejnková a dne 15. března 1944 odsoudil pražský Sondergericht k trestu smrti i Jindřicha Vichru. Během svého pobytu v pankrácké věznici na cele číslo 34 (na oddělení II/a pro odsouzené k smrti) vytvořil Jindřich Vichra několik básní, které se zachovaly především díky vězni – chodbaři Karlu Ramešovi. Dva dny před popravou (10. května 1944) byl přidělen na celu číslo 34 básník Karel Vokáč, jehož básně Vichra znal. Pro seznámení a vzájemné poznání obou básníků jim osud věnoval jen pouhé dva dny.

### BáseňJizero
Ukázka z básnické tvorby Jindřicha Vichry  Báseň: „Jizero“
| „     | Ty chladná ty studená až mrazíš ty mrazivá až pálíš jsi krev srny k smrti uřícené co tě žene dupot stád slyším zvonění ty Báro divá plná proměny kde jsi utratila naše oči kde hluboký les komu jsi dala jez ty zarputilá neřekneš? | “ |
| — (1) | |   |

| „     | Hade! Ty se jen vymykáš jsi nebo jen zdáš chtěl bych tě vidět ztuhlou v polárním mrazu Jizero zda bys procitla až bych ti přines kytici fialek a zimostrázu zda zase zpěněna na splašeném koni hnala bys do dálky ať volají za tebou co ti po nich ty vzpurná ty dravá jen bij a drť balvany na srdci ty v dlaních se chvějí snad sama sebe nerozdíráš snad duši z těla nerveš zoufalče vždyť jsi samá rána | “ |
| — (2) | |   |

| „     | ty holubice v pěnách rozsápaná pověz kdo tě kamenoval kdo tě shodil do propasti z těch vysokých skal šplhám se tam ruku ti dolů podávám Jizero | “ |
| — (3) | |   |

### Konec všem nadějím
Anna Mlejnková (narozena 11. ledna 1915) ukončila život pod pankráckou gilotinou 12. května 1944 v 16.13.; Jindřich Vichra byl popraven jako další téhož dne v 16.14.

Vazební fotografie z Pankrácké věznice (rok 1944)
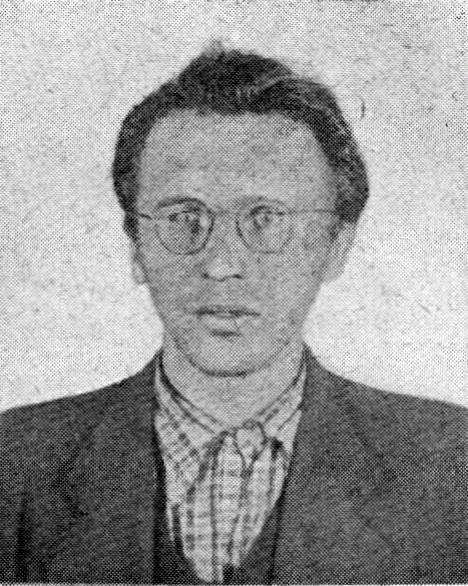
Jindřich Vichra
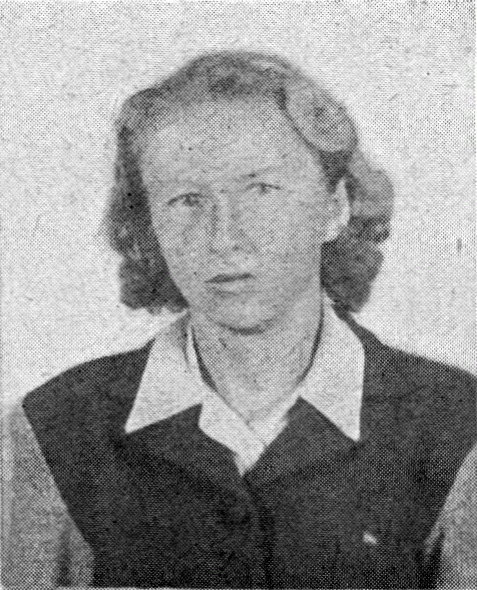
Anna Mlejnková
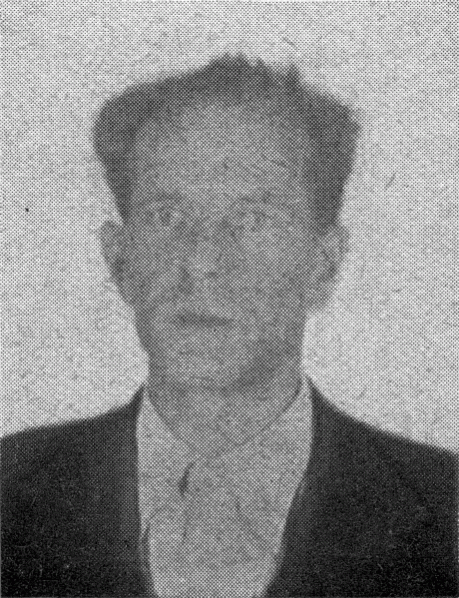
Karel Vokáč

### Památka
V rodném Dráchově je připomenut na pomníku obětem první a druhé světové války.